# Синшань (Хэган)
Синша́нь (кит. упр. 兴山, пиньинь Xìngshān) — район городского подчинения городского округа Хэган провинции Хэйлунцзян (КНР). Название района является сокращением от «Синхуа куаншань» («兴华矿山») — «Шахты „Синхуа“».

## История
В 1914 году в этих местах были обнаружены запасы каменного угля. В 1916 году Шэнь Суннянь получил официальное разрешение на разработку месторождения, и в 1918 году организовал общество с ограниченной ответственностью «Шахты „Синхуа“», начавшее добычу угля. Район быстро развивался, и в 1926 году сюда была построена железнодорожная линия. К 1929 году в районе угольных разработок вырос посёлок Синшань.
В 1958 году на этой территории была образована Экономическая зона «Синшань», а в 1960 году официально образован район Синшань. В 1966 году он был переименован в «Красный защитник» (红卫区), но в 1980 году району было возвращено прежнее название.

## Административное деление
Район Синшань делится на 4 уличных комитета (в городе Хэган).
| № | Название | Название (кит.) | Статус          | Население чел. (2010) | На карте                         |
| - | -------- | --------------- | --------------- | --------------------- | -------------------------------- |
| 1 | Гоубэй   | 沟北街道办事处  | уличный комитет | 12175                 | 47°21′54″ с. ш. 130°18′22″ в. д. |
| 2 | Линбэй   | 岭北街道办事处  | уличный комитет | 12161                 | 47°21′54″ с. ш. 130°18′22″ в. д. |
| 3 | Линнань  | 岭南街道办事处  | уличный комитет | 10402                 | 47°21′54″ с. ш. 130°18′22″ в. д. |
| 4 | Гоунань  | 沟南街道办事处  | уличный комитет | 10065                 | 47°21′54″ с. ш. 130°18′22″ в. д. |

## Соседние административные единицы
Район Синшань на юге граничит с районом Сянъян, с остальных сторон окружён районом Дуншань.